# Appartamento della Duchessa d'Aosta
L'Appartamento della Duchessa d'Aosta, noto anche come Quartiere d'Inverno, è un museo di Palazzo Pitti che si estende al secondo piano in 9 sale all'interno della facciata laterale meridionale del complesso architettonico. La suddetta area museale risulta ordinariamente chiusa ai turisti.

## Storia
Venne realizzato alla fine del Settecento dall'architetto Gaspare Paoletti, su incarico del granduca Ferdinando III di Toscana, nell'area del Palazzo che comprendeva anche l'ampio Salone delle Commedie di origine cinquecentesca e che originariamente conservava opere d'arte e manoscritti.
Nella seconda metà dell'Ottocento l'intero complesso di Palazzo Pitti passò di proprietà dai Lorena ai Savoia a seguito dell'Unità d'Italia. In questo periodo furono effettuate alcune modifiche, tra le quali spicca quella di totale trasformazione della sala che fino ad allora ospitava una piccola cappella di epoca seicentesca, dove venne realizzato un ampio bagno collegato alla camera da letto del re. Sempre nel periodo tardo-ottocentesco, nel mezzanino soprastante al Quartiere d'Inverno venne realizzato il Quartiere del Principe di Napoli per ospitare Vittorio Emanuele durante i suoi soggiorni a Palazzo Pitti.
La denominazione al Quartiere d'Inverno venne conferita dai frequenti soggiorni effettuati dalla Duchessa d'Aosta tra la fine dell'Ottocento e la prima parte del Novecento.

## Sale
L'Appartamento della Duchessa d'Aosta si articola in 9 sale, tra le quali spiccano due camere da letto, un bagno, uno studio, un corridoio che collega il settore dell'appartamento del re allo Scalone dell'Ammannati e 4 sale.

### Sala della Guardia
Realizzata da Pasquale Poccianti agli inizi dell'Ottocento, vi si accede dal pianerottolo raggiungibile salendo lo Scalone dell'Ammannati.

### Sala del Fiorino
Realizzata anch'essa dal Poccianti in epoca ottocentesca, era originariamente usata come sala da ballo. Attualmente può essere utilizzata come spazio espositivo durante le mostre temporanee che si tengono a Palazzo Pitti.
Le pareti laterali del salone si caratterizzano per la presenza di lesene con capitelli sommitali in stile corinzio e per vari ornamenti in stucco.

### Sala della Musica
La sala, attigua a quella da ballo, si caratterizza per affreschi di Giuseppe Maria Terreni e per pareti decorate con lesene culminanti con capitelli in stile corinzio che riprendono i motivi della Sala del Fiorino.

### Galleria delle Muse
Realizzata dal Poccianti agli inizi dell'Ottocento, si presenta come un corridoio arredato da mobili in stile impero ed arricchito dalla presenza di busti scultorei che collega il settore dell'appartamento del re allo Scalone dell'Ammannati.
Le volte si caratterizzano per ornamenti in stucco e per decorazioni a fresco.

### Salotto Rosso
La sua denominazione deriva dal colore della tappezzeria che riveste le pareti laterali, dove sono collocate anche grandi specchiere con cornici dorate.

### Studio del Re
Si caratterizza per le pareti rivestite da tappezzeria di colore verde e per i mobili in stile impero, tra i quali spicca una scrivania in radica di noce.

### Camera da letto del Re
Si caratterizza per le pareti rivestite da tappezzeria di colore blu, per poltroncine e divanetti con rifiniture dorate e con tappezzeria uguale a quella che riveste la stanza.
Il letto singolo è in radica di noce con decorazioni in oro, a fianco del quale si trova una nicchia angolare decorata da stucchi dorati all'interno della quale è collocata una stufa con decorazioni che riprendono quelle della nicchia.

### Bagno
Il bagno venne realizzato dopo la metà dell'Ottocento nella stanza attigua alla camera da letto del re, dove originariamente si trovava una cappella di origini seicentesche. Spiccano ancora le decorazioni alle pareti in stucchi dorati, oltre al pavimento marmoreo.

### Camera da Letto
L'altra camera da letto presente nel Quartiere d'Inverno si caratterizza per tendaggi, divanetti e poltroncine rivestiti in tappezzeria gialla. I mobili in stile impero che la arredano sono in radica di noce.
Sulla volta spicca un affresco tra le decorazioni in stucchi dorati che la ornano.